# سانسور در اسپانیا
در اسپانیا سانسور تاریخچه‌ای طولانی دارد و به عنوان یک رژیم سرکوبگر در تاریخ شناخته می‌شد.

## تاریخچه

### تفتیش عقاید در تاریخ اسپانیا
تا اواخر قرن چهاردهم میلادی تفتیش عقاید به شدت صورت می‌گرفت و دولت اسپانیا سیاست مسیحی کردن افراد مسلمان و یهودی اسپانیا را در پیش گرفته بود و سعی در مسیحی کردن اسپانیایی که در آن زمان اقلیت بزرگی مسلمان داشت را در پیش گرفته بود همچنین لواط مجازات مرگ را به همراه داشت که توسط دولت سانسور می‌شدند.

### تاریخچه معاصر
در بین سال‌های ۱۹۳۶ تا ۱۹۳۹ در جریان جنگ داخلی اسپانیا جمهوری‌خواهان توسط ارتش ژنرال فرانسیسکو فرانکو شکست خوردند و نظام استبدادی اسپانیا ادامه یافت و قوانینی ضدحقوق بشر از جمله:
- زنان حق استقلال اقتصادی نداشتند.
- اگر زنی بدون اجازه شوهرش از خانه خارج می‌شد مجازات می‌شد.
- در قوانین ازدواج به شدت تبعیض علیه زنان صورت می‌گرفت.
- خیانت توسط زنان مجازات دردناکی همراه داشت.

## اسپانیای مدرن
در سال ۱۹۷۵ میلادی و پس از درگذشت ژنرال فرانکو قوانین جدیدی در مجلس اسپانیا تصویب شد و آزادی‌های زیادی به زنان داده شد و قوانین علیه زنا و حق طلاق در سال‌های ۱۹۷۸ و ۱۹۸۱ لغو شدند، همچنین در سال ۲۰۰۵ میلادی قانون ازدواج همجنس‌گرایان تصویب شد.